# Cladonia isabellina
Cladonia isabellina är en lavart som beskrevs av Vain. Cladonia isabellina ingår i släktet Cladonia och familjen Cladoniaceae.   Inga underarter finns listade i Catalogue of Life.